# Disparago
 Disparago  Gaertn., 1791 è un genere di piante angiosperme dicotiledoni della famiglia delle Asteraceae (sottofamiglia Asteroideae, tribù Gnaphalieae e sottotribù Gnaphaliinae).

## Etimologia
Il nome del genere deriva dal latino "dispar" (= disuguale) e fa riferimento alla corolla difforme.
Il nome scientifico del genere è stato definito dal botanico Joseph Gaertner (1732-1791) nella pubblicazione " De Fructibus et Seminibus Plantarum: accedunt seminum centuriae quinque priores cum tabulis Aeneis LXXIX. Stutgardiae, Tubingae" ( Fruct. Sem. Pl. 2: 463) del 1791.

## Descrizione
Habitus. Le specie di questo genere hanno un habitus di tipo arbustivo o a forma di cuscino. I cauli di queste piante sono provvisti del floema, ma non di canali resiniferi; mentre i sesquiterpeni lattoni sono normalmente assenti (piante senza lattice).
Fusto. La parte aerea in genere è eretta, abbondantemente ramosa (ramificazione di tipo simpodiale). Altezza media: 0,2 - 0,8 metri.
Foglie. Le foglie in genere sono disposte in modo alternato e sono quasi sempre sessili. La lamina è intera con forme generalmente strette (filiformi o oblunghe), piccole da piatte a contorte; i margini sono continui; gli apici sono mucronati, apicolati o ottusi. La superficie è sparsamente tomentosa o lanosa (in particolare quella adassiale.
Infiorescenza. Le sinflorescenze sono sia scapose che composte da pochi capolini raccolti in formazioni corimbose dense. Le infiorescenze vere e proprie sono formate da un capolino terminale peduncolato di tipo discoide (con fiori omogami) o disciforme (con fiori eterogami). Sono presenti capolini radiati (o sub-radiati). I capolini sono formati da un involucro, con forme da globose, subglobose o cilindriche, composto da diverse brattee, al cui interno un ricettacolo fa da base ai fiori. Le brattee, ricoperte di pula a consistenza cartilaginea, sono disposte in modo più o meno embricato su 1 - 4 serie;  talora possono avere un margine ialino. Il ricettacolo, piccolo, è nudo ossia senza pagliette a protezione della base dei fiori; la forma è piatta.
Fiori.  I fiori (2 per capolino) sono tetra-ciclici (formati cioè da 4 verticilli: calice – corolla – androceo – gineceo) e pentameri (calice e corolla formati da 5 elementi). Sono inoltre tubulosi, attinomorfi e si distinguono in:
- fiori del disco esterni: se sono presenti sono femminili e filiformi o sub-radiati;
- fiori del disco centrali: sono ermafroditi.

In questo gruppo di piante i fiori radiati (ligulati o del raggio) sono assenti; a volte sono confusi con i fiori femminili (tubulosi) del disco esterno più o meno sub-zigomorfi con un lembo piatto e possono essere interpretati come fiori del raggio.
- Formula fiorale:

*/x K {\displaystyle \infty }, [C (5), A (5)], G 2 (infero), achenio
- Calice: i sepali del calice sono ridotti ad una coroncina di squame.
- Corolla: la forma della corolla è tubolare con 3 lobi (i fiori del raggio) e 5 lobi (i fiori del disco); i lobi hanno una forma deltata o più o meno lanceolata. I colori della corolla sono porpora (quelli esterni), porpora, rosa o bianco (quelli interni). Dimensione dei fiori: 1,5 - 3,5 x 0,7 – 2 mm.
- Androceo: l'androceo è formato da 5 stami sorretti da filamenti generalmente liberi; gli stami sono connati e formano un manicotto circondante lo stilo; le teche (produttrici del polline) sono prive di sperone, ma hanno la coda (una sola); le appendici apicali delle antere hanno delle forme piatte; il tessuto endoteciale (rivestimento interno dell'antera) è quasi sempre polarizzato (con due superfici distinte: una verso l'esterno e una verso l'interno). Il polline è di tipo echinato (con punte sporgenti) a forma sferica è formato inoltre da due strati di ectesine, mentre lo strato basale è spesso e regolarmente perforato (tipo “gnafaloide”).[7]
- Gineceo: l'ovario è infero uniloculare formato da 2 carpelli. Lo stilo (il recettore del polline) è intero o biforcato con due stigmi nella parte apicale. Gli stigmi hanno una forma troncata; possono essere ricoperti da minute papille o avere dei penicilli apicali. Le superfici stigmatiche sono separate. I nettari sono presenti solamente sui fiori del disco.[7]
- Antesi: principalmente dall'estate all'autunno o dalla primavera all'estate.[10]

Frutti. I frutti sono degli acheni con pappo. Gli acheni sono piccoli a forma ellissoide simmetrica; la superficie è glabra oppure villosa; il pericarpo può essere percorso longitudinalmente da 5 - 10 fasci vascolari. Il pappo in genere ridotto, è formato da 3 - 15 setole capillari (piumose o barbate) libere o connate alla base in un anello. Lunghezza dell'achenio: 1,5 – 2 mm. Il pappo può essere assente oppure caduco o persistente.

## Biologia
Impollinazione: l'impollinazione avviene tramite insetti (impollinazione entomogama tramite farfalle diurne e notturne).

Riproduzione: la fecondazione avviene fondamentalmente tramite l'impollinazione dei fiori (vedi sopra).

Dispersione: i semi (gli acheni) cadendo a terra sono successivamente dispersi soprattutto da insetti tipo formiche (disseminazione mirmecoria). In questo tipo di piante avviene anche un altro tipo di dispersione: zoocoria. Infatti gli uncini delle brattee dell'involucro (se presenti) si agganciano ai peli degli animali di passaggio disperdendo così anche su lunghe distanze i semi della pianta. Inoltre per merito del pappo il vento può trasportare i semi anche a distanza di alcuni chilometri (disseminazione anemocora).

## Distribuzione e habitat
Le specie di questo genere sono distribuite in Africa meridionale. La distribuzione è ristretta all'areale delle piogge invernali del Capo Occidentale e predilige l'habitat delle zone montuose costiere, piane e sabbiose, ma anche delle aree disturbate.

## Tassonomia
La famiglia di appartenenza di questa voce (Asteraceae o Compositae, nomen conservandum) probabilmente originaria del Sud America, è la più numerosa del mondo vegetale, comprende oltre 23.000 specie distribuite su 1.535 generi, oppure 22.750 specie e 1.530 generi secondo altre fonti (una delle checklist più aggiornata elenca fino a 1.679 generi). La famiglia attualmente (2021) è divisa in 16 sottofamiglie; la sottofamiglia Asteroideae è una di queste e rappresenta l'evoluzione più recente di tutta la famiglia.

### Filogenesi
Il genere di questa voce è descritto nella tribù Gnaphalieae, una delle 21 tribù della sottofamiglia Asteroideae. Da un punto di vista filogenetico, la tribù Gnaphalieae fa parte del supergruppo (o sottofamiglia) "Asteroideae grade"; l'altro è il supergruppo "Non-Asteroideae" contenente il resto delle sottofamiglie delle Asteraceae. All'interno del supergruppo è vicina alle tribù Senecioneae, Calenduleae, Astereae e Anthemideae.
La sottotribù Gnaphaliinae è caratterizzata da portamenti di vario tipo con specie ginomonoiche e monoiche, da foglie con margini interi, da capolini disciformi omogami o eterogami e raramente radiati (o subradiati), dallo stilo con rami troncati e superfici stigmatiche separate apicalmente, da acheni glabri o con tricomi allungati e pappo ridotto.
Il genere della specie di questa voce appartiene al clade Stoebe, un gruppo informale della sottotribù Gnaphaliinae che occupa una posizione centrale nell'ambito filogenetico della sottotribù.
I caratteri distintivi del genere  Disparago sono:
- le brattee dell'involucro sono prive di lamina;
- i capolini sono formati da 2 fiori (uno esterno e uno interno);
- i fiori esterni, se presenti presenti, sono radiati, sterili e ridotti;
- l'habitat è confinato a quote basse vicino alle coste.

Il numero cromosomico delle specie di questo genere è: 2n = 18.

### Elenco delle specie
Questo genere ha 9 specie:
- Disparago anomala Schltr. ex Bolus & Wolley-Dod
- Disparago barbata  Koek.
- Disparago ericoides  Gaertn.
- Disparago gongylodes  Koek.
- Disparago kolbei  (Bolus) Hutch.
- Disparago kraussii  Sch.Bip.
- Disparago laxifolia  DC.
- Disparago pilosa  Koek.
- Disparago tortilis  Sch.Bip.

### Sezioni del genere
Le varie specie di questo genere si distinguono per la presenza o assenza del pappo, per la pubescenza degli acheni e le dimensioni delle foglie.
Il genere Disparago può essere suddiviso in quattro gruppi (o sezioni):
- section Monticapra (comprende D. gongylodes, D. barbata e D. pilosa);
- section Laevicarpa (comprende D. kolbei);
- section Uniflos (comprende D. Tortilis);
- section Disparago (comprende D. anomala, D. ericoides, D. kraussii e D.laxifolia).

La chiave analitica per distinguere le sezioni è la seguente:
- 1A: i fiori del raggio sono sterili o ridotti;

Disparago.
- 1B: i fiori del raggio sono femminili;

- 2A: i capolini hanno un fiore;

Uniflos.
- 2B: i capolini hanno 5 - 8 fiori;

- 3A: gli acheni di entrambi i tipi di fiori (del raggio e del disco) sono completamente sviluppati;

Laevicarpa.
- 3B:  gli acheni dei fiori del raggio sono sviluppati (gli altri sono ridotti);

Monticapra.

### Sinonimi
Sono elencati alcuni sinonimi per questa entità:
- Steirocoma (DC.) Rchb.
- Wigandia  Neck. ex Less.